# サウス・シェトランド諸島

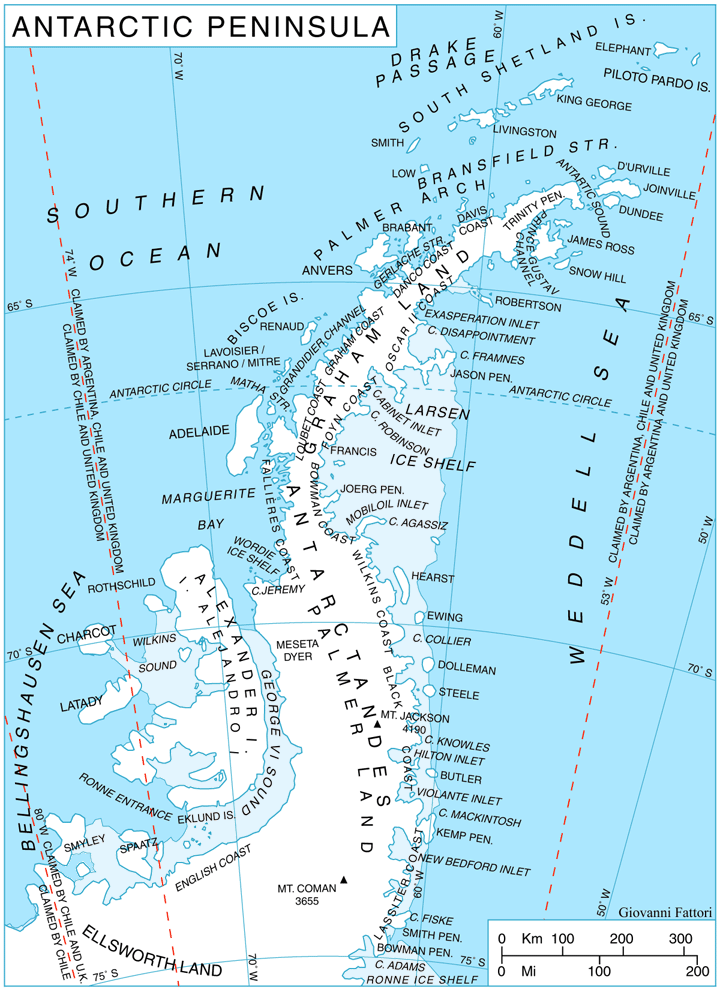
サウス・シェトランド諸島（図右上）と南極半島の位置関係

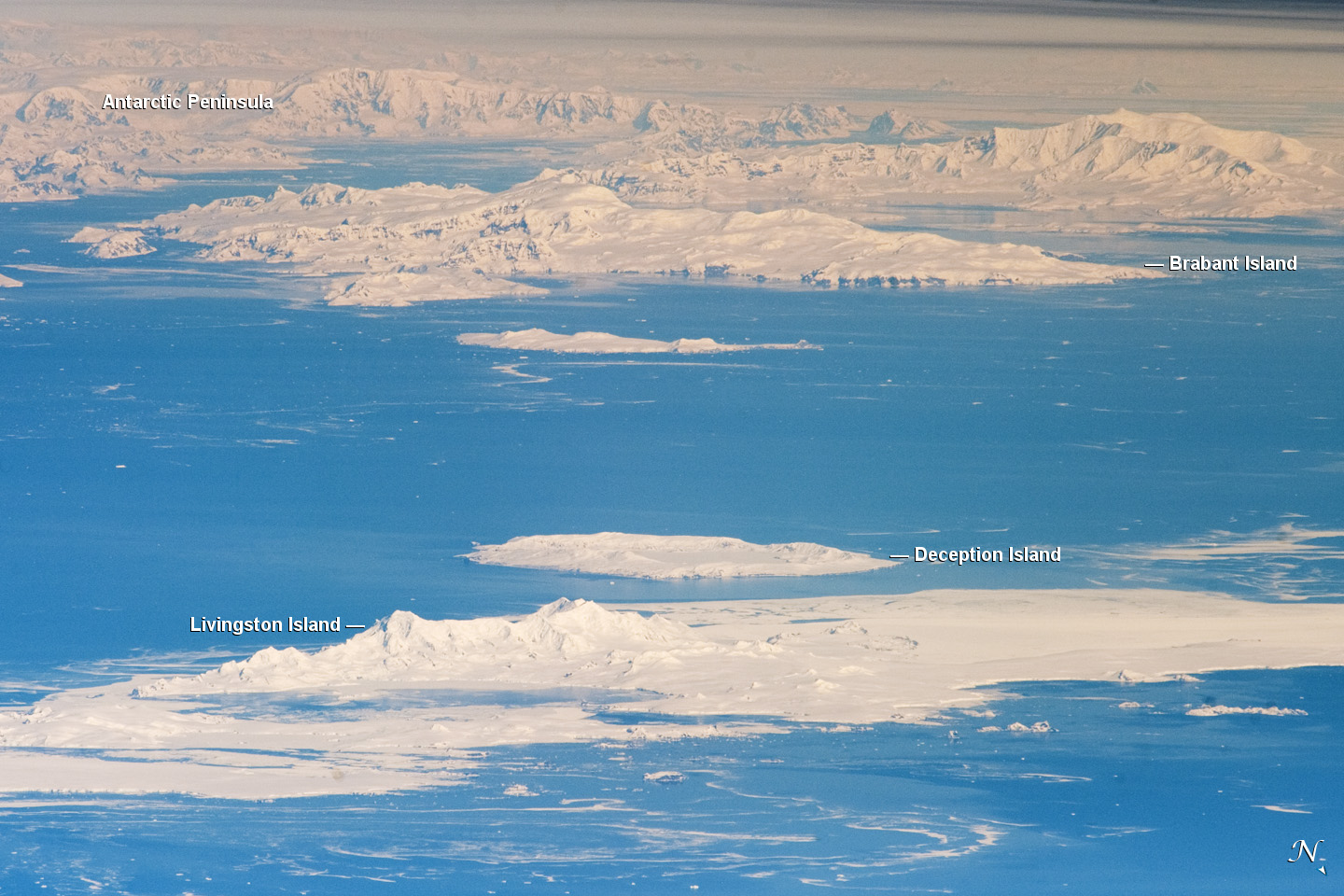
サウス・シェトランド諸島と南極半島

サウス・シェトランド諸島（サウス・シェトランドしょとう、South Shetland Islands）は、南極海にある諸島である。
南極半島からブランスフィールド海峡を隔てた沖にあり、南緯61度00分から63度37分、西経53度83分から62度83分の範囲に位置する。総面積は3687平方キロメートルであり、80%から90%は氷河に覆われている。最高地点はスミス島にある標高2105メートルのフォスター山である。
16世紀から17世紀にかけ、マゼラン海峡周辺を領有したスペイン人は仮説上の南方大陸を求めて南極海方面への探検も何度か行った。1603年にはガブリエル・デ・カスティージャ（Gabriel de Castilla）がペルー副王の支援のもとでバルパライソを出て嵐の海へ乗り出し、南緯64度ほどに達したあと白い山々を見ている。彼の先駆的な南極探検は長らく忘れ去られたが、おそらくサウス・シェトランド諸島を見たのではないかとされる。
この諸島は、イギリス人の探検家ウィリアム・スミス (William Smith) が1819年2月19日に発見し、イギリス領と宣言した。そして同じ年の10月16日には、この諸島で最大の島であるキングジョージ島に上陸した。この諸島については、他にアルゼンチンとチリが領有権を主張しているが、南極条約により領有権は凍結されている。
19世紀から20世紀初頭にかけて、この諸島ではアザラシ狩りや捕鯨が行われた。南極地域の中では最も北方にあるため、観測基地の設置条件が良く、複数の国家が観測基地を設置している。
夏季にはこの諸島を訪れるツアーがある。

## サウス・シェトランド諸島の島
- コーンウォリス島（小島）
- エレファント島
- クラレンス島
- ロウェット島（小島）
- ギブス島
- キングジョージ島（最大の島）
- ブリッジマン島（小島）
- ペンギン島（小島。南極地方に複数ある同名の島のひとつ）
- ネルソン島
- ロバート島
- グリニッジ島
- ハーフムーン島
- リヴィングストン島
- ラギッド島（小島。南極地方に複数ある同名の島のひとつ）
- スノー島（南極地方に複数ある同名の島のひとつ）

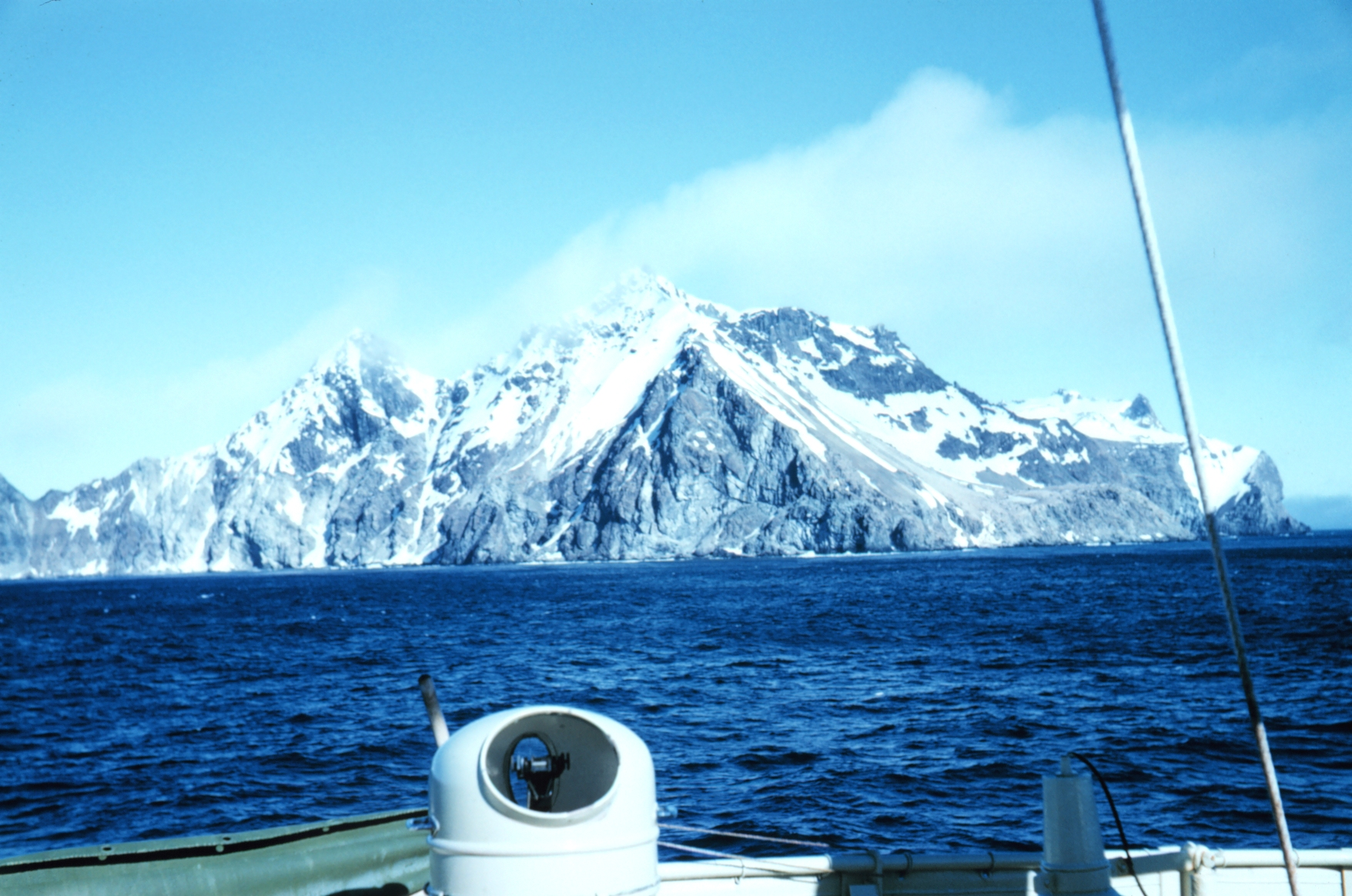
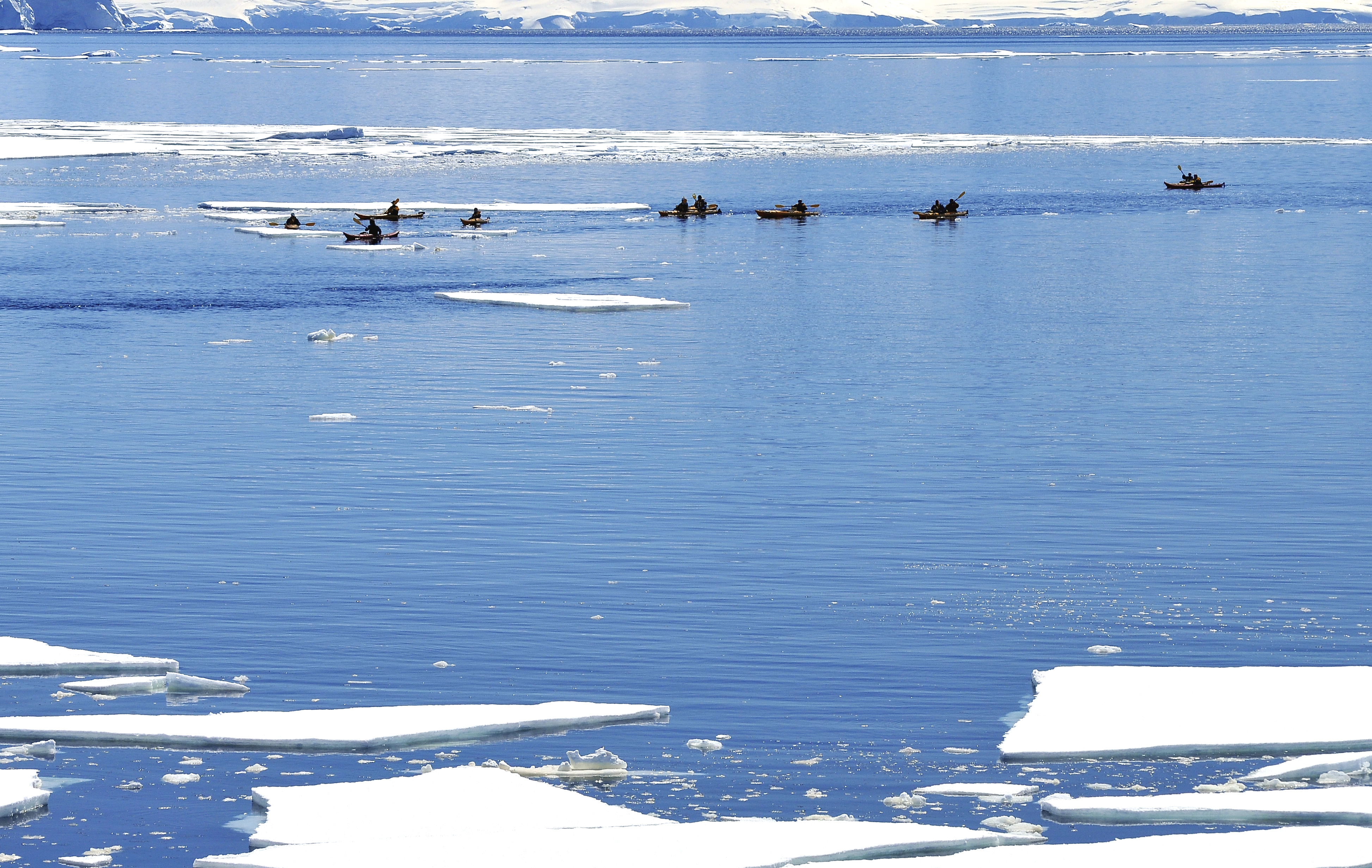
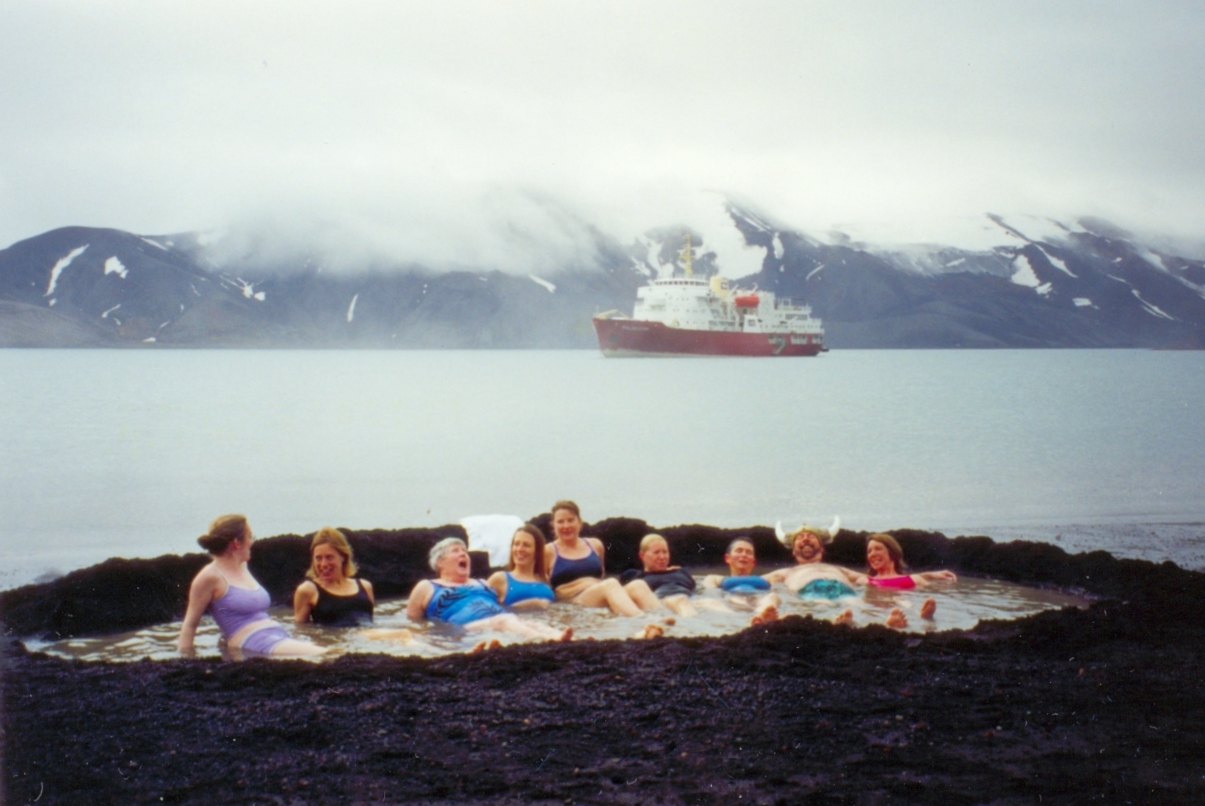
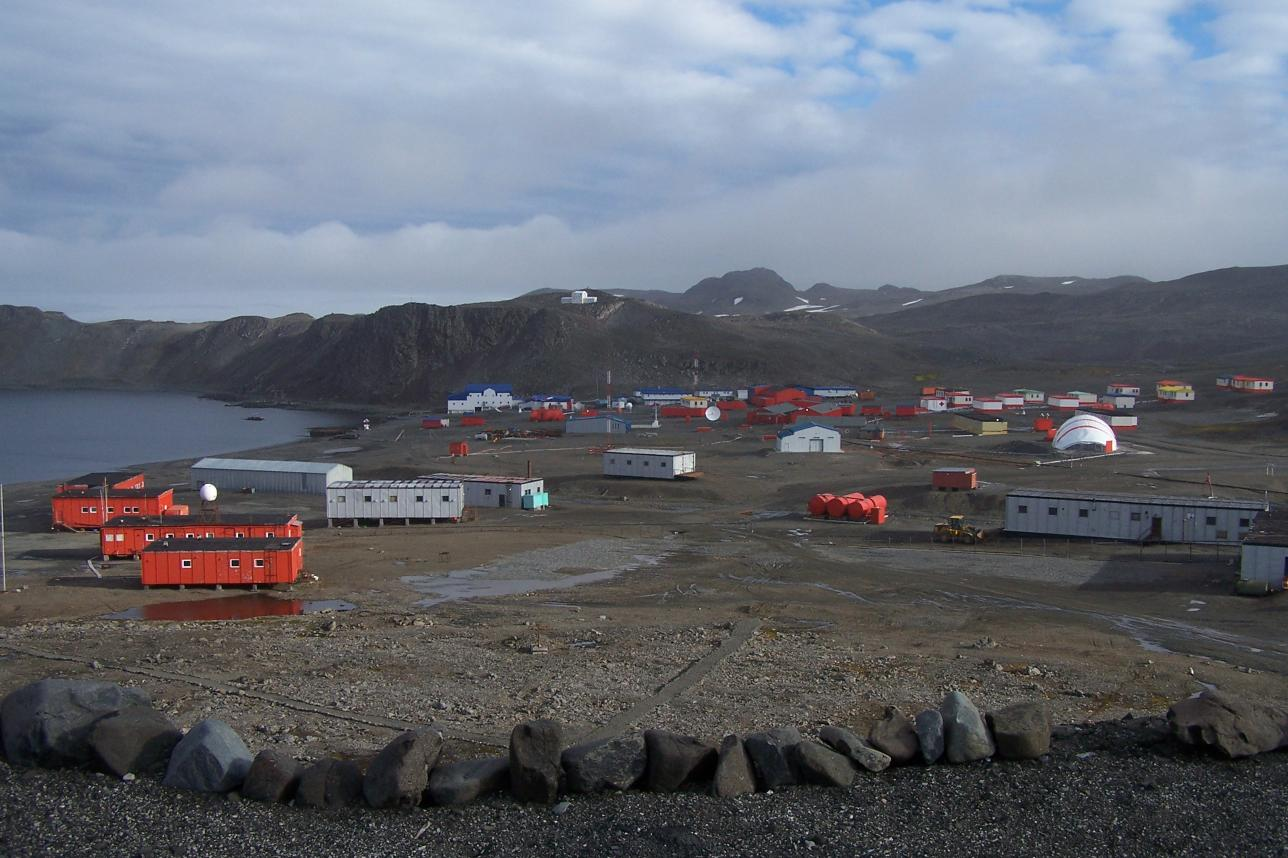

- スミス島
- デセプション島
- ロー島

## 地図
- L.L. Ivanov. Antarctica: Livingston Island and Greenwich, Robert, Snow and Smith Islands[リンク切れ]. Scale 1:120000 topographic map.  Troyan: Manfred Wörner Foundation, 2009.  ISBN 978-954-92032-6-4